# Olympische Winterspiele 1988/Skispringen
Bei den XV. Olympischen Spielen 1988 in Calgary fanden drei Wettbewerbe im Skispringen statt. Austragungsort war die Schanzenanlage Alberta Ski Jump Area im Canada Olympic Park.
Das Wettkampfprogramm im Skispringen wurde um einen Mannschaftswettkampf erweitert. Herausragen war Matti Nykänen, der beide Einzelkonkurrenzen und mit seinem finnischen Team auch den Teamwettbewerb gewann.

## Bilanz

### Medaillenspiegel
| Platz  | Land             | Gold | Silber | Bronze | Gesamt |
| ------ | ---------------- | ---- | ------ | ------ | ------ |
| 1      | Finnland         | 3    | –      | –      | 3      |
| 2      | Norwegen         | –    | 1      | 1      | 2      |
| 3      | Tschechoslowakei | –    | 1      | 1      | 2      |
| 4      | Jugoslawien      | –    | 1      | 1      | 2      |
| Gesamt | Gesamt           | 3    | 3      | 3      | 9      |

### Medaillengewinner
| Disziplin     | Gold                                                                  | Silber                                                          | Bronze                                                                            |
| ------------- | --------------------------------------------------------------------- | --------------------------------------------------------------- | --------------------------------------------------------------------------------- |
| Normalschanze | Matti Nykänen (FIN)                                                   | Pavel Ploc (TCH)                                                | Jiří Malec (TCH)                                                                  |
| Großschanze   | Matti Nykänen (FIN)                                                   | Erik Johnsen (NOR)                                              | Matjaž Debelak (YUG)                                                              |
| Mannschaft    | FinnlandAri-Pekka Nikkola Matti Nykänen Jari Puikkonen Tuomo Ylipulli | JugoslawienMatjaž Debelak Miran Tepeš Primož Ulaga Matjaž Zupan | NorwegenOle Christian Eidhammer Ole Gunnar Fidjestøl Erik Johnsen Jon Inge Kjørum |

## Ergebnisse

### Normalschanze
| Platz | Land             | Athlet                  | Weiten (m)  | Punkte |
| ----- | ---------------- | ----------------------- | ----------- | ------ |
| 1     | Finnland         | Matti Nykänen           | 89,5 / 89,5 | 229,1  |
| 2     | Tschechoslowakei | Pavel Ploc              | 84,5 / 87,0 | 212,1  |
| 3     | Tschechoslowakei | Jiří Malec              | 88,0 / 85,5 | 211,8  |
| 4     | Jugoslawien      | Miran Tepeš             | 84,0 / 83,5 | 211,2  |
| 5     | Tschechoslowakei | Jiří Parma              | 83,5 / 82,5 | 203,8  |
| 6     | Österreich       | Heinz Kuttin            | 87,0 / 80,5 | 199,7  |
| 7     | Finnland         | Jari Puikkonen          | 84,0 / 80,0 | 199,1  |
| 8     | Schweden         | Staffan Tällberg        | 83,0 / 81,0 | 198,1  |
| 9     | DDR              | Jens Weißflog           | 81,5 / 80,0 | 196,6  |
| 10    | Polen            | Piotr Fijas             | 84,5 / 80,0 | 195,4  |
| 11    | Japan            | Akira Satō              | 80,0 / 80,5 | 194,0  |
| 12    | Österreich       | Andreas Felder          | 80,5 / 81,0 | 192,1  |
| 13    | Kanada           | Steve Collins           | 83,5 / 78,0 | 191,1  |
| 14    | Tschechoslowakei | Ladislav Dluhoš         | 85,0 / 78,0 | 191,0  |
| 15    | Finnland         | Ari-Pekka Nikkola       | 83,5 / 79,0 | 190,7  |
| 16    | Jugoslawien      | Matjaž Zupan            | 85,0 / 78,0 | 190,0  |
| 17    | Schweiz          | Fabrice Piazzini        | 83,0 / 78,0 | 188,8  |
| 18    | USA              | Mark Konopacke          | 83,5 / 79,0 | 188,2  |
| 19    | Norwegen         | Ole Christian Eidhammer | 79,5 / 80,0 | 186,7  |
| 20    | Österreich       | Günther Stranner        | 83,5 / 78,0 | 186,6  |
| 21    | DDR              | Remo Lederer            | 79,5 / 78,0 | 185,2  |
| 22    | Norwegen         | Ole Gunnar Fidjestøl    | 79,5 / 80,0 | 184,4  |
| 23    | Finnland         | Risto Laakkonen         | 81,0 / 76,5 | 183,2  |
| 24    | Österreich       | Ernst Vettori           | 79,5 / 76,0 | 181,5  |
| 25    | Japan            | Masaru Nagaoka          | 78,5 / 80,0 | 181,3  |
| 26    | Jugoslawien      | Rajko Lotrič            | 85,0 / 74,0 | 180,1  |
| 27    | Schweden         | Anders Daun             | 79,5 / 78,0 | 179,2  |
| 28    | Schweden         | Jan Boklöv              | 78,0 / 80,5 | 177,8  |
| 29    | BR Deutschland   | Andreas Bauer           | 78,5 / 79,5 | 177,5  |
| 30    | Jugoslawien      | Primož Ulaga            | 84,5 / 72,0 | 177,5  |
| 31    | BR Deutschland   | Josef Heumann           | 77,0 / 80,0 | 176,4  |
| 32    | Kanada           | Ron Richards            | 78,0 / 78,0 | 175,3  |
| 33    | USA              | Mike Holland            | 79,5 / 74,5 | 174,6  |
| 34    | Polen            | Jan Kowal               | 79,0 / 77,0 | 174,3  |
| 34    | Frankreich       | Didier Mollard          | 79,0 / 77,0 | 174,3  |
| 36    | Schweden         | Per-Inge Tällberg       | 79,5 / 78,0 | 174,2  |
| 37    | Schweiz          | Gérard Balanche         | 78,0 / 78,0 | 173,8  |
| 38    | Sowjetunion      | Eduard Subotsch         | 76,0 / 78,0 | 173,6  |
| 39    | Sowjetunion      | Michail Jessin          | 80,0 / 74,0 | 171,6  |
| 40    | Bulgarien        | Emil Sografski          | 77,0 / 78,0 | 171,2  |
| 41    | Norwegen         | Erik Johnsen            | 75,0 / 79,0 | 171,1  |
| 42    | Kanada           | Todd Gillman            | 75,0 / 78,0 | 171,0  |
| 43    | USA              | Dennis McGrane          | 78,0 / 73,0 | 179,8  |
| 44    | Kanada           | Horst Bulau             | 74,5 / 78,0 | 167,7  |
| 45    | Norwegen         | Vegard Opaas            | 80,5 / 72,0 | 166,2  |
| 46    | Italien          | Sandro Sambugaro        | 74,0 / 79,0 | 165,5  |
| 47    | BR Deutschland   | Thomas Klauser          | 80,5 / 71,0 | 165,1  |
| 48    | Schweiz          | Christian Hauswirth     | 79,5 / 73,0 | 164,7  |
| 49    | Frankreich       | Frédéric Berger         | 75,0 / 75,5 | 164,5  |
| 50    | Italien          | Virginio Lunardi        | 75,5 / 74,5 | 162,2  |
| 51    | Japan            | Katsushi Tao            | 75,0 / 74,0 | 161,6  |
| 52    | Japan            | Shin’ichi Tanaka        | 74,0 / 75,0 | 161,6  |
| 53    | Bulgarien        | Wladimir Brejtschew     | 79,0 / 71,0 | 159,7  |
| 54    | USA              | Rick Mewborn            | 75,0 / 74,0 | 158,6  |
| 55    | BR Deutschland   | Dieter Thoma            | 75,0 / 74,0 | 154,1  |
| 56    | Schweiz          | Christoph Lehmann       | 74,0 / 73,0 | 150,9  |
| 57    | Spanien          | Bernat Solà             | 71,0 / 68,5 | 140,4  |
| 58    | Großbritannien   | Michael Edwards         | 55,0 / 55,0 | 069,2  |

Datum: 14. Februar, 13:30 Uhr (1. Durchgang) / 14:40 Uhr (2. Durchgang)
K-Punkt: 89 m
58 Teilnehmer aus 19 Ländern, alle in der Wertung.
Nykänen siegte wie erwartet, nachdem er schon das Training dominiert hatte. Er lag bereits nach dem 1. Durchgang vor Malec und Tepeš. Zwischen Nykänen und Rang 21 lagen lediglich 10 Punkte. Im 2. Durchgang wurde in umgekehrter Reihenfolge der Platzierung gesprungen, wobei Primož Ulaga noch von Rang 4 auf 30 zurückfiel. Als fraglich galten die Benotungen, weil es u. a. bei Nykänen Schwankungen zwischen 17,0 und 19,0 gab. Der 17-jährige Heinz Kuttin war mit Rang 6 der beste Skispringer des ÖSV-Teams; er war die Woche vor den Spielen nicht bei der „aktiven Erholung“ des Teams auf Jamaika dabei gewesen, sondern hatte, nachdem er bereits mit der Mannschaft Gold geholt hatte, am 7. Februar die Goldmedaille im Einzelbewerb bei den Junioren-Weltmeisterschaften in Saalfelden errungen.
Auf dem letzten Platz landete der stets im Mittelpunkt stehende Michael Edwards, genannt „Eddie the Eagle“. Der Brite machte aufgrund seiner unausgereiften Technik von sich reden, die häufig zu gefährlichen Situationen führte. Später erhielt er deshalb keine Erlaubnis mehr für die Teilnahme an Sprungkonkurrenzen.

### Großschanze
| Platz | Land                   | Athlet                  | Weiten (m)    | Punkte |
| ----- | ---------------------- | ----------------------- | ------------- | ------ |
| 1     | Finnland               | Matti Nykänen           | 118,5 / 107,0 | 224,0  |
| 2     | Norwegen               | Erik Johnsen            | 114,5 / 102,0 | 207,9  |
| 3     | Jugoslawien            | Matjaž Debelak          | 113,0 / 108,0 | 207,7  |
| 4     | BR Deutschland         | Thomas Klauser          | 114,5 / 102,5 | 205,1  |
| 5     | Tschechoslowakei       | Pavel Ploc              | 114,5 / 102,5 | 204,1  |
| 6     | Österreich             | Andreas Felder          | 113,5 / 103,0 | 203,9  |
| 7     | Kanada                 | Horst Bulau             | 112,5 / 099,5 | 197,6  |
| 8     | Schweden               | Staffan Tällberg        | 110,0 / 102,0 | 196,6  |
| 9     | Jugoslawien            | Matjaž Zupan            | 111,5 / 098,5 | 195,8  |
| 10    | Jugoslawien            | Miran Tepeš             | 105,0 / 102,5 | 194,8  |
| 11    | Finnland               | Jari Puikkonen          | 106,0 / 103,5 | 194,6  |
| 12    | Österreich             | Heinz Kuttin            | 112,0 / 098,5 | 193,5  |
| 13    | Polen                  | Piotr Fijas             | 107,5 / 102,0 | 192,6  |
| 14    | Tschechoslowakei       | Ladislav Dluhoš         | 107,0 / 101   | 189,5  |
| 15    | Norwegen               | Jon Inge Kjørum         | 107,0 / 101,5 | 189,2  |
| 16    | Finnland               | Ari-Pekka Nikkola       | 106,0 / 102,0 | 189,0  |
| 17    | Norwegen               | Ole Christian Eidhammer | 108,5 / 098,0 | 187,9  |
| 18    | Schweden               | Jan Boklöv              | 109,0 / 100,0 | 185,4  |
| 19    | Norwegen               | Vegard Opaas            | 106,0 / 097,5 | 185,2  |
| 20    | Österreich             | Günther Stranner        | 112,0 / 094,5 | 184,9  |
| 21    | Schweden               | Anders Daun             | 104,5 / 100,0 | 183,1  |
| 22    | Schweden               | Per-Inge Tällberg       | 106,0 / 099,0 | 181,8  |
| 22    | DDR                    | Remo Lederer            | 105,5 / 097,0 | 181,8  |
| 24    | Tschechoslowakei       | Jiří Malec              | 109,0 / 097,0 | 181,2  |
| 25    | Frankreich             | Didier Mollard          | 108,0 / 094,0 | 177,6  |
| 25    | BR Deutschland         | Peter Rohwein           | 106,0 / 096,0 | 177,6  |
| 27    | Schweiz                | Christian Hauswirth     | 105,0 / 097,0 | 177,1  |
| 28    | Österreich             | Ernst Vettori           | 103,0 / 096,5 | 176,6  |
| 29    | Tschechoslowakei       | Jiří Parma              | 099,5 / 098,0 | 175,3  |
| 30    | Schweiz                | Gérard Balanche         | 105,0 / 094,5 | 172,6  |
| 31    | DDR                    | Jens Weißflog           | 104,5 / 093,5 | 172,0  |
| 32    | USA                    | Mike Holland            | 105,0 / 092,0 | 170,6  |
| 33    | Japan                  | Akira Satō              | 100,0 / 096,0 | 170,2  |
| 34    | BR Deutschland         | Andreas Bauer           | 103,0 / 093,5 | 169,9  |
| 35    | Kanada                 | Steve Collins           | 100,0 / 097,0 | 169,1  |
| 36    | BR Deutschland         | Josef Heumann           | 102,0 / 095,0 | 167,1  |
| 37    | Polen                  | Jan Kowal               | 102,0 / 093,0 | 164,3  |
| 38    | Finnland               | Pekka Suorsa            | 099,5 / 097,0 | 163,4  |
| 39    | Italien                | Sandro Sambugaro        | 100,0 / 094,5 | 161,6  |
| 40    | Jugoslawien            | Primož Ulaga            | 094,5 / 101,0 | 161,0  |
| 40    | Bulgarien              | Emil Sografski          | 101,5 / 094,5 | 161,0  |
| 42    | USA                    | Mark Konopacke          | 100,0 / 096,0 | 160,2  |
| 43    | Schweiz                | Fabrice Piazzini        | 105,0 / 099,0 | 156,9  |
| 44    | Schweiz                | Christoph Lehmann       | 101,0 / 090,0 | 153,2  |
| 45    | Italien                | Virginio Lunardi        | 100,0 / 089,0 | 150,9  |
| 46    | Bulgarien              | Wladimir Brejtschew     | 101,5 / 086,5 | 147,5  |
| 47    | Japan                  | Shin’ichi Tanaka        | 099,0 / 088,5 | 147,3  |
| 48    | Japan                  | Masaru Nagaoka          | 099,0 / 089,0 | 146,0  |
| 49    | USA                    | Chris Hastings          | 094,0 / 093,0 | 145,1  |
| 50    | USA                    | Ted Langlois            | 095,0 / 090,0 | 142,8  |
| 51    | Spanien                | Bernat Solà             | 096,5 / 086,0 | 139,3  |
| 52    | Japan                  | Katsushi Tao            | 096,0 / 085,0 | 138,2  |
| 53    | Kanada                 | Ron Richards            | 093,0 / 084,0 | 128,1  |
| 54    | Kanada                 | Todd Gillman            | 096,0 / 086,5 | 110,8  |
| 55    | Vereinigtes Königreich | Michael Edwards         | 071,0 / 067,0 | 057,5  |

Datum: 23. Februar, 14:00 Uhr (1. Durchgang) / 15:20 Uhr (2. Durchgang)
K-Punkt: 114 m
55 Teilnehmer aus 18 Ländern, alle in der Wertung.
Das Springen war ursprünglich für den 20. Februar mit Start um 13:30 Uhr geplant, musste aber wegen starker Winde auf den 22. Februar und schließlich auf den 23. Februar verschoben werden.
Die Skispringer hatten mit starken Winden und Nebel zu kämpfen, was die Wettbewerbe zu einem Glücksspiel werden ließ. Die beiden an einen kahlen Berghang gesetzten Sprungschanzen waren den Böen schutzlos ausgeliefert. Der überragenden Skispringer dieser Spiele war der Finne Matti Nykänen, der von der kleinen und großen Schanze sowie mit der Mannschaft Gold gewann. Nykänen war damit zusammen mit der niederländischen Eisschnellläuferin Yvonne van Gennip der erfolgreichste Teilnehmer der Wettbewerbe. Johnsens Silbermedaille war die erste Springermedaille für Norwegen seit 1968. Obwohl Johnsen in der Addition um 4,5 m kürzer als Debelak sprang, kam er bei den Punkterichtern besser weg. Felder und Kuttin begingen im 2. Durchgang schwere Absprungfehler, wobei Vettori weder mit dem langen noch dem kürzeren Anlauf zurechtkam.
Die größte Sympathie des Publikums galt wiederum dem Briten Eddie Edwards. Er war mehr komisches Talent als ernstzunehmender Sportler. Aufgrund seiner „Flugkünste“ wurde er scherzhaft „Eddie the Eagle“ genannt. Mit seinen 71 m im 1. Durchgang überbot er aber tatsächlich den bisherigen britischen Rekord von 68 Metern.

### Mannschaftsspringen
| Platz | Land             | Athleten                                                                  | Punkte |
| ----- | ---------------- | ------------------------------------------------------------------------- | ------ |
| 1     | Finnland         | Matti Nykänen Ari-Pekka Nikkola Tuomo Ylipulli Jari Puikkonen             | 634,4  |
| 2     | Jugoslawien      | Primož Ulaga Matjaž Zupan Matjaž Debelak Miran Tepeš                      | 625,5  |
| 3     | Norwegen         | Ole Christian Eidhammer Jon Inge Kjørum Ole Gunnar Fidjestøl Erik Johnsen | 596,1  |
| 4     | Tschechoslowakei | Ladislav Dluhoš Jiří Malec Pavel Ploc Jiří Parma                          | 586,8  |
| 5     | Österreich       | Ernst Vettori Heinz Kuttin Günther Stranner Andreas Felder                | 577,6  |
| 6     | BR Deutschland   | Andreas Bauer Peter Rohwein Thomas Klauser Josef Heumann                  | 559,0  |
| 7     | Schweden         | Per-Inge Tällberg Anders Daun Jan Boklöv Staffan Tällberg                 | 539,7  |
| 8     | Schweiz          | Gérard Balanche Christoph Lehmann Fabrice Piazzini Christian Hauswirth    | 516,1  |
| 9     | Kanada           | Horst Bulau Steve Collins Todd Gillman Ron Richards                       | 497,2  |
| 10    | USA              | Ted Langlois Mark Konopacke Dennis McGrane Mike Holland                   | 496,8  |
| 11    | Japan            | Katsushi Tao Shin’ichi Tanaka Masaru Nagaoka Akira Satō                   | 468,0  |

Datum: 24. Februar 1988, 13:30 Uhr
Großschanze; K-Punkt: 114 m
11 Teams am Start, alle in der Wertung.
Der Wettbewerb war ursprünglich für den 17. Februar um 13.30 Uhr angesetzt, obwohl es ab 15. Februar wegen der ständigen Winde keine Trainings gegeben hatte (die Springer mussten nach jeweils sechs Stunden unverrichteter Dinge in ihre Unterkünfte zurückkehren). Der jugoslawische Springer Ulaga sprach davon, dass die Springer hier nur „Marionetten der Veranstalter“ seien.
Es wurde jeweils der schlechteste Sprung eines Athleten pro Durchgang gestrichen. Große Favoriten waren Finnland und die Tschechoslowakei, um Bronze sollte sich ein Dreikampf zwischen Norwegen, Jugoslawien und Österreich entwickeln. Nykänen verlangte bereits vor dem ersten Sprung von der Jury, den Start um drei Luken nach unten zu verlegen; dies geschah dann vor dem zweiten Durchgang. Beim österreichischen Team überzeugten die jungen Springer, während die „Routiniers“ Vettori und Felder laut Trainer Paul Ganzenhuber „gänzlich ausgelassen“ hätten.